# Fritz Winter Eisengießerei
Die CAM Eisenholding GmbH & Co. KG ist die Konzernobergesellschaft der Fritz Winter Eisengießerei GmbH & Co. KG, einem deutschen Gießereibetrieb, der Industrieunternehmen der Automobil-, Nutzfahrzeug- und Hydraulikindustrie mit Gussteilen beliefert. Der Hauptsitz befindet sich im hessischen Stadtallendorf.
Das Unternehmen befindet sich im Familienbesitz.

## Geschichte
Das Unternehmen wurde 1951 von Fritz Winter gegründet. Das Unternehmen produziert in Stadtallendorf und unterhält einen weiteren Produktionsstandort in Laubach sowie ein Zentrum für Gussbearbeitung in Nieder-Ofleiden (Stadt Homberg/Ohm).
Die Kompetenz der Eisengießerei Fritz Winter besteht in der Entwicklung, Herstellung und dem Verkauf von Gussteilen aus Grauguss, duktilem Eisen, Gusseisen mit Vermiculargraphit und Varifer (Gusseisen mit Lamellengraphit). Die Hauptprodukte sind unter anderem Zylinderblöcke und -köpfe sowie Bremsscheiben und -trommeln.
Zum Kundenkreis zählen Hersteller von Pkw, Nutzfahrzeugen, Motoren, Getrieben, Achsen, Hydraulik und Heizungstechnik.
Produziert wird ein  Sortiment von Gusseisen in den Qualitäten GG15-30, EN-GJL-150 bis -300 – unlegiert bis hochlegiert –, Gusseisen mit Kugelgraphit (GGG40-70, EN-GJS-400-18RT bis 700-2) sowie Gusseisen mit Vermiculargraphit (GGV 400-500) in den Gewichtsklassen 1,0 kg bis 3.000 kg.
Einen weiteren Schwerpunkt stellt  die mechanische Bearbeitung für Nutzfahrzeug- und PKW-Bremsscheiben / und -Bremstrommeln dar. Mit ca. 3.200 Mitarbeitern in drei Werken beträgt die Schmelzkapazität ca. 1.000.000 Tonnen Guss pro Jahr.